# Centre des expositions de Munich

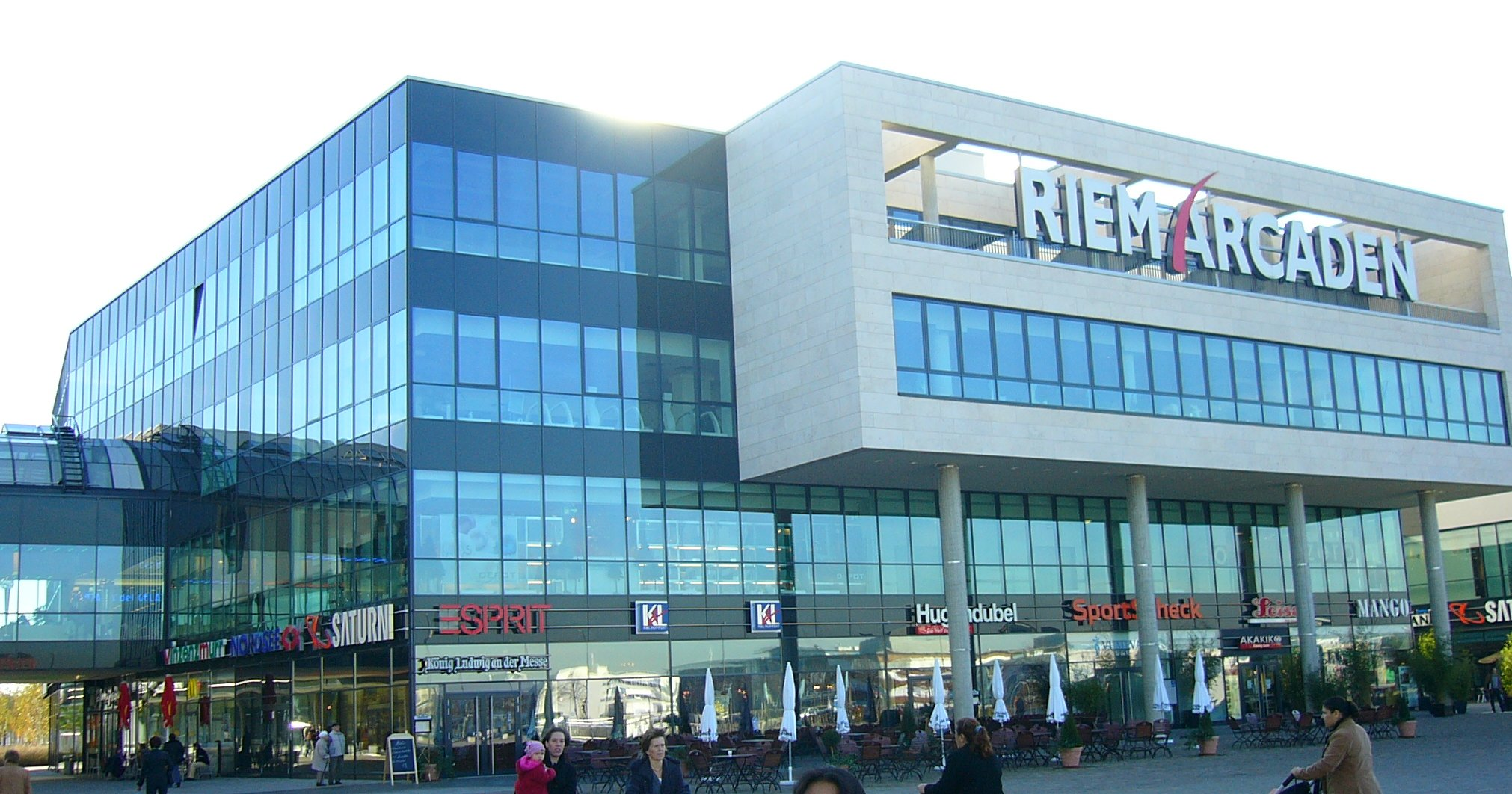
Le centre commercial Riem Arcaden.

Le Centre des expositions de Munich (en allemand Messe München, anciennement Neue Messe München) est dans un quartier à l'est de la ville. Ce centre est situé à Riem dans le district 15, Trudering-Riem ; il se trouve entièrement sur le terrain de l'ancien Aéroport de Munich-Riem, remplacé aujourd'hui par l'aéroport international Franz-Josef-Strauss de Munich. Il a été construit entre 1994 et 1998. 
Il est bordé d'un quartier résidentiel et du centre commercial "Riem Arcaden".